# 效果器

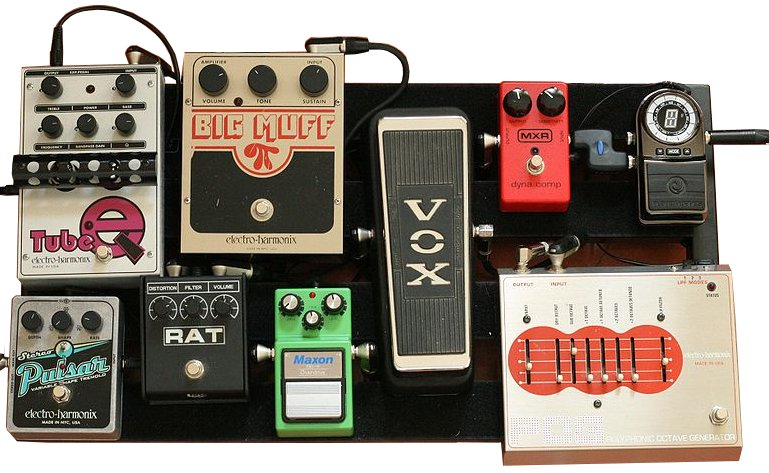
腳踏板盤提供表演者製作馬上可用的多種效果器鏈。訊號鏈順序為電子調音器、壓縮器（音樂）、八度音製造器、哇哇踏板、過載、破音（音樂）、模糊破音、等化器，以及震音。

效果器（Effects unit），或稱作踏板（Effects pedal），是一種可以令電子樂器或音訊的音色加以修飾的電子器材。音樂人會在現場表演或是在錄音室時使用效果器，一般常用在電吉他、電子琴、電鋼琴或電貝斯。大多數的效果器被使用在電子樂器，然而也有少量設計用在原聲樂器、鼓與聲樂。一般效果器的例子為哇哇踏板、模糊破音、以及殘響效果器。
效果器的格式有內建在吉他音箱的、封裝在桌上式的、單顆效果器，以及機架式效果器，甚至也有內建在樂器上面的類型。單顆效果器是一個小型的金屬或塑膠盒，放置在樂手面前的地板上，並用插線電線（Patch cord，即導線）連接樂器與樂器放大器。它由一個或多個腳控切換開關來控制，而上面則有旋鈕控制音量、音調與效果的強度，通常僅提供一至兩個效果。裝置在19吋機架的機架式效果器通常包含數種效果。
目前如何對效果器分類並沒有達到共識，但以下為七種常見分類：破音、動態（影響音量）、濾波器、調變器、音高 / 頻率、時間基礎，與回授 / 延音（Sustain）。吉他手從他們對樂器、拾音器、效果器，與吉他音箱的選擇，以及其不同的設定導出屬於他們自己的標誌聲音或是音色。

## 術語
效果器裝置可以稱為效果盒（Effect box）；踏板式裝置可以叫做踩跺盒（由Stomp box直譯），但一般以單顆效果器統稱。

## 分類
效果器可以分成不同種類，分別為俗稱「地雷」的單顆效果器（Stompboxes）、機架式效果器（Rackmounts）、內建式效果器（Built-in units）以及綜合效果器（Multi-effects）。單顆效果器通常最小、最便宜也最粗糙。機架式效果器通常最昂貴，且提供了更廣泛的功能。效果器可以由類比或數位組成，但也可以是這兩種的組合。在現場表演時，效果器會被安插在樂器的電子訊號線路中；在錄音室時，樂器或其它音源的輔助輸出則是進入效果器做修補 。這些種類的效果器是錄音室或樂師的外置配備。現代更出現了可以安裝於個人電腦中的虛擬效果器，透過VST、RTAS、Direct X等軟體介面和音效卡等硬體介面連接樂器，利用電腦模擬效果器和放大器的電子線路。

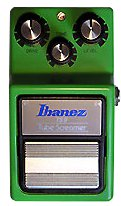
Ibanez Tube Screamer TS9 過載踏板

### 單顆效果器
單顆效果器通常置於地板上或是放進腳踏板盤裡（Pedalboard）, 透過使用者的腳來操作。典型的簡易單顆效果器會有一個腳踏開關，一至三個電位器控制效果器，以及一個LED指示效果器的開關狀況。複雜的單顆效果器可能有多個腳踏開關、旋鈕、額外的切換器，以及字母LED，顯示縮寫來指示效果器的設定狀態(例如，DIST意指破音（Distortion）)。
效果器鏈（Effect chain）或是訊號鏈（Signal chain）是由連結二至多個單顆效果器所組成。效果器鏈一般建立在吉他與放大器之間，或是前置放大器（Preamplifier）與功率放大器之間（Power amplifier）。當踏板是關閉或閒置時，進入踏板的電子音頻訊號轉移到旁路裝置（Bypass），將未變更的「乾燥」訊號（Dry signal）繼續傳遞到該鏈的其它效果器。在此方法下，樂手可以在該鏈中使用不同的方式組合效果器，而不必在表演時重新連接。控制器（Controller）或是效果器管理系統（Effects management system）讓樂手建立多種效果器鏈，所以他們能夠撥動切換器以選擇一或多種鍵。切換器通常會組成一列或只是一個簡單柵。
為了保留音調的明晰度，通常會在該鏈的起始處放置壓縮器（Compression），哇哇器（Wah-wah），以及過載（Overdrive）/ 破音（Distorition）效果器；調變器（Modulation）（包含合唱器（Chorus），鑲邊器（Flanger），以及移相器（Phaser））置中；以時間基礎單位的效果器（延遲（Delay）/ 回音（Echo）與混響（Reverb）則放在尾端。當使用多個效果器時，不需要的雜音與交流聲會被帶進聲音裡。一些表演者會使用雜音門檻（Noise gate）踏板放在該鏈的最尾端以去除由過載或舊裝置產生的不必要雜音與交流聲。

### 機架式效果器

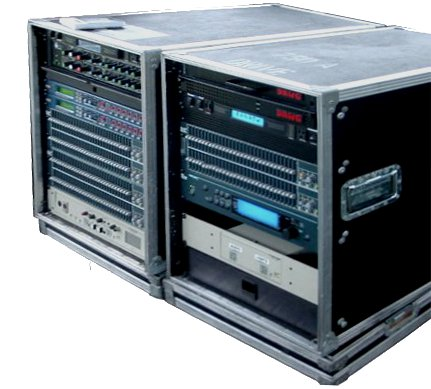
機架式效果器

機架式效果器一般嵌入於帶有提耳的金屬底盤，可以組裝於19吋機架上。此機架是電信、電腦運算，以及音樂技術的工業標準。而機架式效果器一般會裝置在飛行箱（Road case）內。飛行箱是一種堅硬的塑膠箱，配帶著可移除的前、後蓋。而前、後蓋可以在運輸時閂緊保護效果器的旋鈕及切換器，也可以在表演時移除。機架式效果器大致會包含如同單顆效果器的電子電路，但此電子電路卻相形複雜。與單顆效果不同的地方是它通常有多種不同類型的效果。
機架式效果器最常使用在錄音室以及外場現場混音，儘管專業的樂手也許會用它們來取代單顆效果器。在機架式效果器的前面板上，有不同的按鈕和旋鈕控制，更有部份機架式效果器可透過MIDI樂器數碼介面控制。現場表演時，樂手可以使用腳踏控制器（Foot controller）來操控機架式效果器。減震（Shock mount）機架是為了樂手頻繁地在場地間移動而設計。小於19吋寬的設備會使用特製提耳適配器以裝置在機架上。

### 內建式效果器
效果器通常會被合併在放大器內，甚至整合在某些種類的樂器裡。電子吉他放大器一般會內建混響與破音，而原音吉他與電子琴放大器則會傾向只有內建混響效果。舉個例子來說，芬達樂團指揮混響放大器（Fender Bandmaster Reverb amplifier）會內建混響與抖音（Vibrato）。
自西元2000多年開始，吉他放大器會內建綜合效果器或數位音箱模擬器（Digital modeling effects）。貝斯放大器則較少內建效果器，儘管某些可能有壓縮器 / 限幅器（Limiter）或是貝斯模糊破音（Bass fuzz）效果器。有內建效果器的樂器包括漢門式電風琴（Hammond organ）、電風琴（Electronic organ）、電鋼琴（Electronic piano），以及數位合成器（Digital synthesizer）。電原聲吉他或電吉他偶爾也會有內建效果器，像是前置放大器或是等化器（Equalizer）。

### 綜合效果器

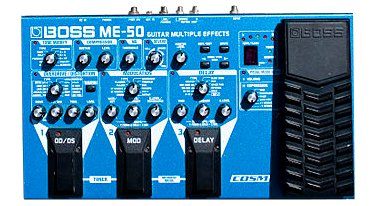
Boss公司的ME-50 吉他綜合效果器踏板

綜合效果器，也可以簡稱為綜效（Multi-FX），分為地面型和桌上式。地面型的綜合效果器以腳踏操控，方便於演出時控制；桌上式的綜合效果器則以不同的旋鈕控制。綜合效果器內藏不同的效果和組合，大部份可以編程和內置大量的預設效果。綜合效果器一般會有破音、合聲、鑲邊、移相，以及混響效果。昂貴一點的綜合效果器則可能會有循環（Looper）功能。
桌上式綜合效果器的例子有POD吉他音箱模擬器。為DJ設計的數位效果器通常以桌上式模型銷售，所以此裝置可以放置在混音器（Mixer）、唱盤（Turntables）、以及刮碟（CD scratching）機旁。

## 歷史

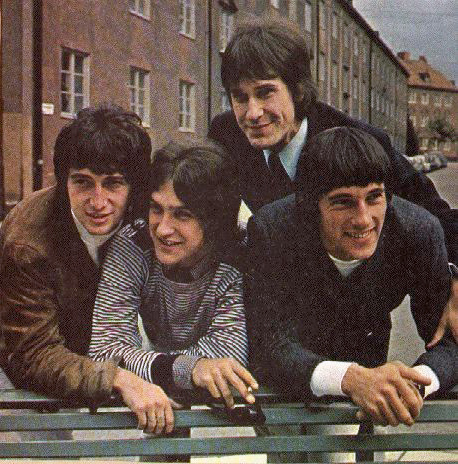
1964年，圖片中左二即為奇想樂團（The Kinks）的主奏吉他手戴夫·戴維斯（Dave Davies）。在"你真的抓到我了"（You Really Got Me）這首歌中，使用刮刀削去吉他放大器的揚聲器紙盆，因此實現了破音效果而聞名。

### 錄音室效果與早期獨立裝置
最早的聲音效果全來自於錄音室產品。在1940年中期，音訊工程師與有經驗的音樂人，像萊斯·保羅（Les Paul）開始製作盤式磁帶（Reel-to-reel recording tape）以製造出回音與不常聽聞且俱未來感的聲音。麥克風放置技術利用特別設計的原音性質在空間裡使用以模擬回音室（Echo chamber）。

在1948年，哈利·德阿蒙（Harry DeArmond）發佈了震音控制器（Trem-Trol，為Tremolo controller的組合名詞）。這是第一個商業可購得的獨立裝置。此裝置傳送樂器的電子訊號，通過水性電解液以產生震音（Tremolo）。在1950與60年代早期，大部份的獨立裝置，像是吉普森GA-VI抖音器以及芬達的混響器，昂貴而不實用，而且需要笨重的變壓器以及高電壓。初版的獨立裝置並沒有特別被需要，因為多數是來自於內建在放大器的效果器。第一個受歡迎的獨立效果器是1958年的沃特金斯拷貝貓（Watkins Copicat）。它是一款比較可攜帶的磁帶回聲（Tape echo）效果器，由英國的影子樂團製作而聞名於世。

### 放大器

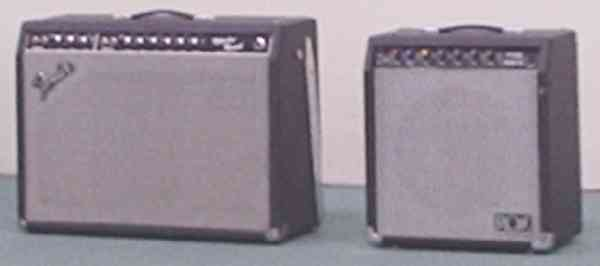
芬達Vibrolux混響放大器以及ROSS放大器

吉他音箱（亦稱作吉他放大器）的內建式效果器，是第一款音樂人在錄音室外經常使用的效果器。自1940年後期開始，吉普森（Gibson）吉他公司開始在組合放大器（Combo amplifier）中加入抖音（Vibrato）的電子電路。1950年，瑞·巴次（Ray Butts）的EchoSonic放大器是第一台以拍返（Slapback）式回音為特徵的放大器，很快地受到像是切特·阿特金斯（Chet Atkins）、卡爾·帕金斯（Carl Perkins）、史卡提·莫爾（Scotty Moore）、路德·柏金斯（Luther Perkins），以及羅伊·奧比森（Roy Orbison）等吉他手的歡迎。憑藉著1950年代，在多數吉他音箱上的內建式效果器，例如震音（Tremolo），抖音（Vibrato），以及混響（Reverb）是可被使用的。普萊米爾（Premier）與吉普森這兩家公司製作了帶有彈簧混響（Spring reverb）的真空管放大器。芬達開始在1955、1956年分別製作了震音、抖音放大器：Tremolux與Vibrolux。
破音原本不是放大器製造商打算要做的功能，但通常可以簡單地在早期真空管放大機的電源供應上，利用過載（Overdriving）來達成此效果。在1950年代，吉他手會故意地提高增益，超過原來想要的位階以達到"溫暖"的破音。第一批實驗破音效果的樂手有嚎叫野狼樂團（Howlin' Wolf）的吉他手威理·強森（Willie Johnson） 、戈雷·卡特（Goree Carter）、喬·希爾·路易斯（Joe Hill Louis） 、艾克·特納（Ike Turner）、吉他瘦子埃迪·瓊斯（Eddie Jones, the Guitar Slim），以及查克·貝里（Chuck Berry）。
在1954年，派特·海爾（Pat Hare）為數個錄音 (包含詹姆士·卡頓（James Cotton）的"棉花作物藍調")發展出重度扭曲的強力和絃（Power chord），加上一路向右調整放大器上的音量旋鈕直到揚聲器發出尖銳嗚叫（Screaming），以此來製造出更粗糙、更骯髒、更兇殘的電子吉他聲音。（林克·雷）Link Wray在1958年的錄音 - "隆隆聲"（Rumble）為年輕樂手帶來靈感，如誰人樂團（The Who）的皮特·湯申德（Pete Townshend）、齊柏林飛船（Led Zeppelin）的吉米·佩奇（Jimmy Page）、傑夫·貝克（Jeff Beck）、奇想樂團（The Kinks）的戴夫·戴維斯（Dave Davies），以及尼爾·楊（Neil Young），使他們去探索破音。戴維斯以修改放大機內的揚聲器而聞名。他用刮刀撕裂揚聲器以達成粗糙刺耳的吉他聲音，而此破音則錄於1964年的歌曲 - "你真的抓到我了"（You Really Got Me）。而在1966年，英國一家名叫馬修擴大機（Marshall Amplification）的公司開始生產馬修1963（Marshall 1963）。這是一個能夠產生扭曲咬碎音（Crunch）的破音吉他音箱，使搖滾樂手趨之若鶩。

### 單顆效果器

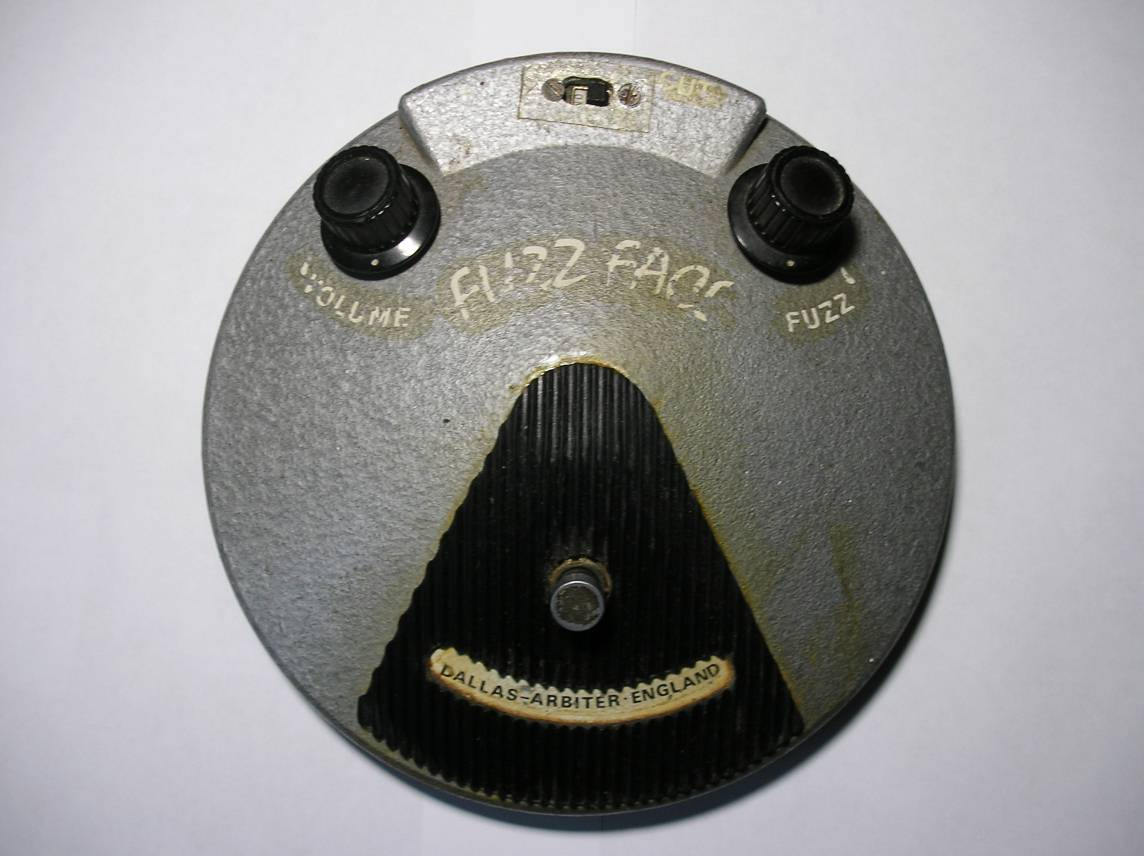
模糊面（Fuzz Face）效果器踏板。

電晶體終可將錄音工作室的聽覺錄音創作物塞進小型且便於攜帶的單顆效果器。電晶體取代了真空管，提供更小巧的格式與更強大的穩固性。第一台電晶體化的吉他效果器是1962年的藝術大師糊調（Maestro Fuzz Tone）踏板。滾石樂隊在1965年時於無法滿足這首歌中使用它後而轟動一時。
沃里克電子公司（Warwick Electronics）在1976年製造了第一台名為克萊德·麥科伊（The Clyde McCoy）的哇哇踏板（Wah-wah pedal）。同年，凱爾西 - 莫里斯音源公司（Kelsey-Morris Sound）的吉姆·莫利斯（Jim Morris）發展出第一台八度音效果器（Octave effect），而吉米·亨德里克斯（Jimi Hendrix）將之命名為奧克塔維奧（Octavio為女子名，在此處的命名是取自於Octave的諧音）。在1968年，尤尼弗克斯（Univox）公司開始販售由知名的音訊工程師三枝文夫（Mieda Fumio）所設計的聯合共嗚（Uni-Vibe）踏板，模仿漢門風琴中使用的萊斯利旋轉音箱（Leslie rotating speaker）所發出的奇特移相與混響效果。此踏板瞬間成為吉他手吉米·亨德里克斯與羅賓·特羅爾（Robin Trower）的最愛效果器。第一次聽到八度音效果時，據傳亨德里克斯立刻衝回錄音室使用它來錄製"紫霧"（Purple haze）和"火焰"（Fire）的吉他獨奏。在1970年代中期，已可買到包含鑲邊器、混響踏板、環型調變器（Ring modulator），以及移相器的固態效果器踏板。

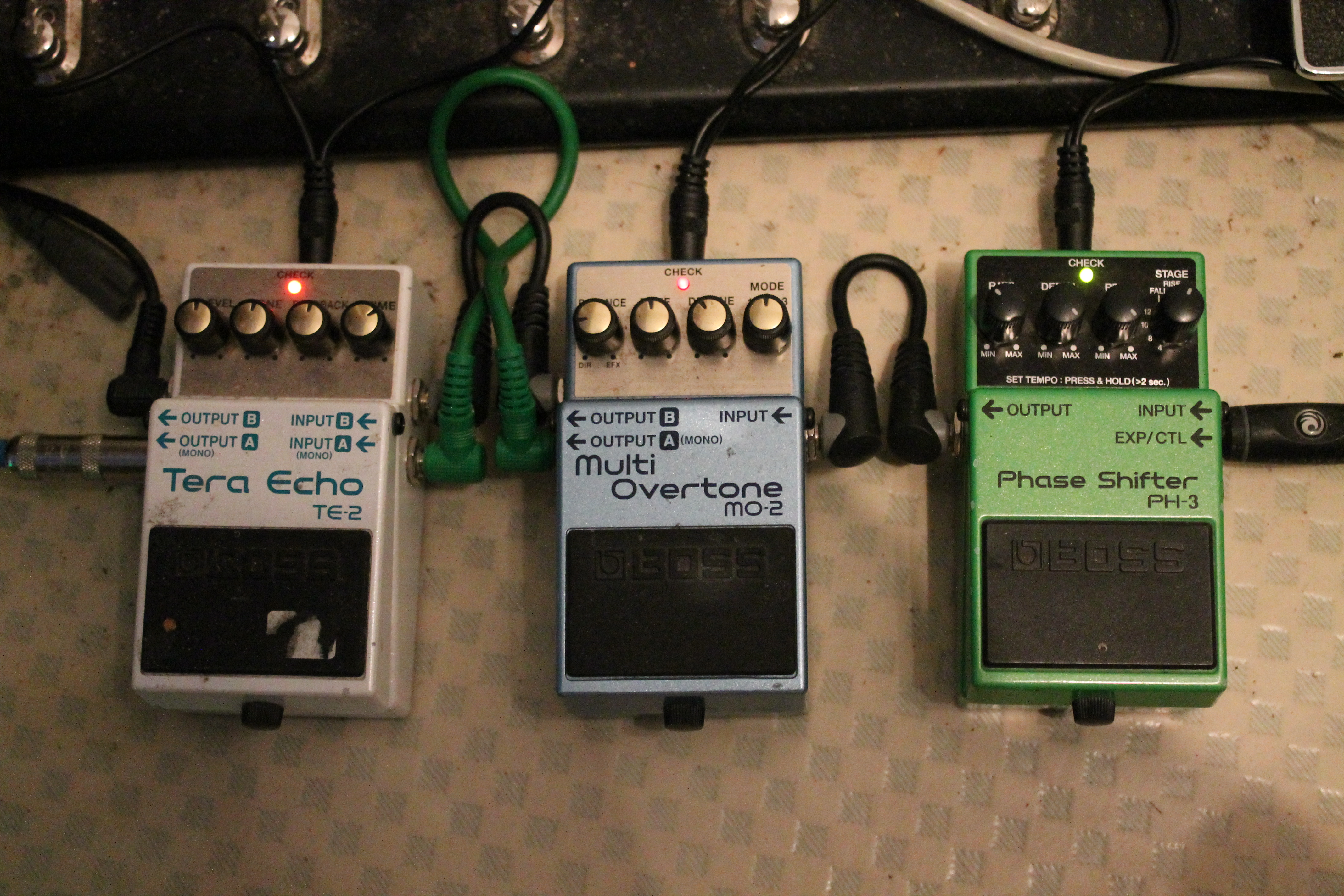
數個連結在一起的Boss公司的踏板。

在1980年代，數位機架式效果器開始被當做是取代單顆效果器的一種類型選擇。通常音樂人會在錄音室錄製"乾燥"未改變的音軌，而效果會在後製時加入。超脫樂團（Nirvana）在1991年發現的專輯從不介意（Nevermind）的成功，再次點燃使用單顆效果器的熱潮。某些油漬搖滾（Grunge）吉他手會將數個模糊破音效果器串在一起後插進真空管放大器（Tube amplifier）。整個1990年代，音樂人致力於低保真（Lo-fi）藝術，像是小恐龍（Dinosaur Jr.）的J董（J Mascis）、人行道樂隊（Pavement）的史蒂芬·馬克摩斯（Stephen Malkmus），以及隨聲而動樂團（Guided by Voices）的羅伯特·波拉德（Robert Pollard）持續使用類比效果器踏板。
效果與效果器裝置 - 特別是單顆效果器 - 已靠著在專輯標題、歌曲，以及樂團內的流行與搖滾樂手而聞名。由電子諧音（Electro-Harmonix）公司所製作的經典模糊類破音效果器：大笨蛋（Big Muff） 被紀念於流行尖端（Depeche Mode）的專輯"說話與拼寫"（Speak & Spell）的歌曲"大笨蛋"中，以及蜜漿樂團（Mudhoney）的迷你專輯歌曲"超級迷糊大笨蛋"（Superfuzz Bigmuff）內。九寸釘樂團（Nine Inch Nails）、平克·佛洛伊德（Pink Floyd）、喬治·哈里森（George Harrison）、他們也許是巨人樂團（They Might Be Giants），與快樂小分隊（Joy Division）是在眾多音樂人中將此效果器引用到他們音樂裡的樂手。

## 種類

### 破音（Distortion）

截割（Clipping）樂器的音頻訊號（Audio signal）以產生破音。

破音效果器截斷（Clipping）音頻訊號（Audio signal），扭曲波形的形狀造成失真，並增加泛音來製造出溫暖、顆利感，以及糊邊感的聲音。它有時候也稱作增益效果器，畢竟第一次製造出扭曲變形的吉他聲音是靠著增加電力供應所形成的，像是調大真空管機的增益值。
過載（Overdrive）與破音：過載與破音效果器改變或截斷音頻訊號波形成為扁平峰（Flattened peak），靠著增加諧波帶來溫暖的聲音，以及提高不合諧泛音產生顆利感。在吉他真空管機內，破音是靠著壓縮樂器在真空管（或稱電子管）直出的電子訊號產生而成。過載效果器踏板靠著壓縮而非將正弦波完全變平坦的方式來產生輕柔的類真空管破音。有如真空管機一般，過載效果器在較小的音量產生乾淨的聲音；在較大的音量產生變形而溫暖的聲音。破音效果器踏板則完美地產生扁平峰或是硬截斷（Hard clipping）。另外，過載與破音效果器可以是電晶體或是數位所組成。

經典的過載與破音效果器為：Boss DS-1、Ibanez Tube Screamer, Marshall ShredMaster, MXR Distortion +, Pro Co RAT。
模糊破音（Fuzz）：模糊破音踏板是過載效果器的其中一種類型，靠著截斷聲波直到近似方波後，產生出重度扭曲破音或模糊破音 。模糊破音效果器可能含有倍頻器電路，靠著增加複雜的諧波來產生粗糙的音色。滾石樂隊的"無法滿足"這首歌大大普及模糊破音效果器的使用。模糊破音貝斯（Fuzz bass），或稱作過載低音（Bass overdrive），是彈奏電貝斯時產生嗡嗡聲及過載聲的一種風格。它透過真空管或電晶體音箱，或使用模糊破音或過載效果器踏板來得到此種聲音。

經典的模糊破音效果器則有：Arbiter Fuzz Face、Electro-Harmonix Big Muff、Shin-ei Companion FY-2、Univox Super-Fuzz、Vox Tone Bender，以及Z.Vex Fuzz Factory。

### 動態類（Dynamics）

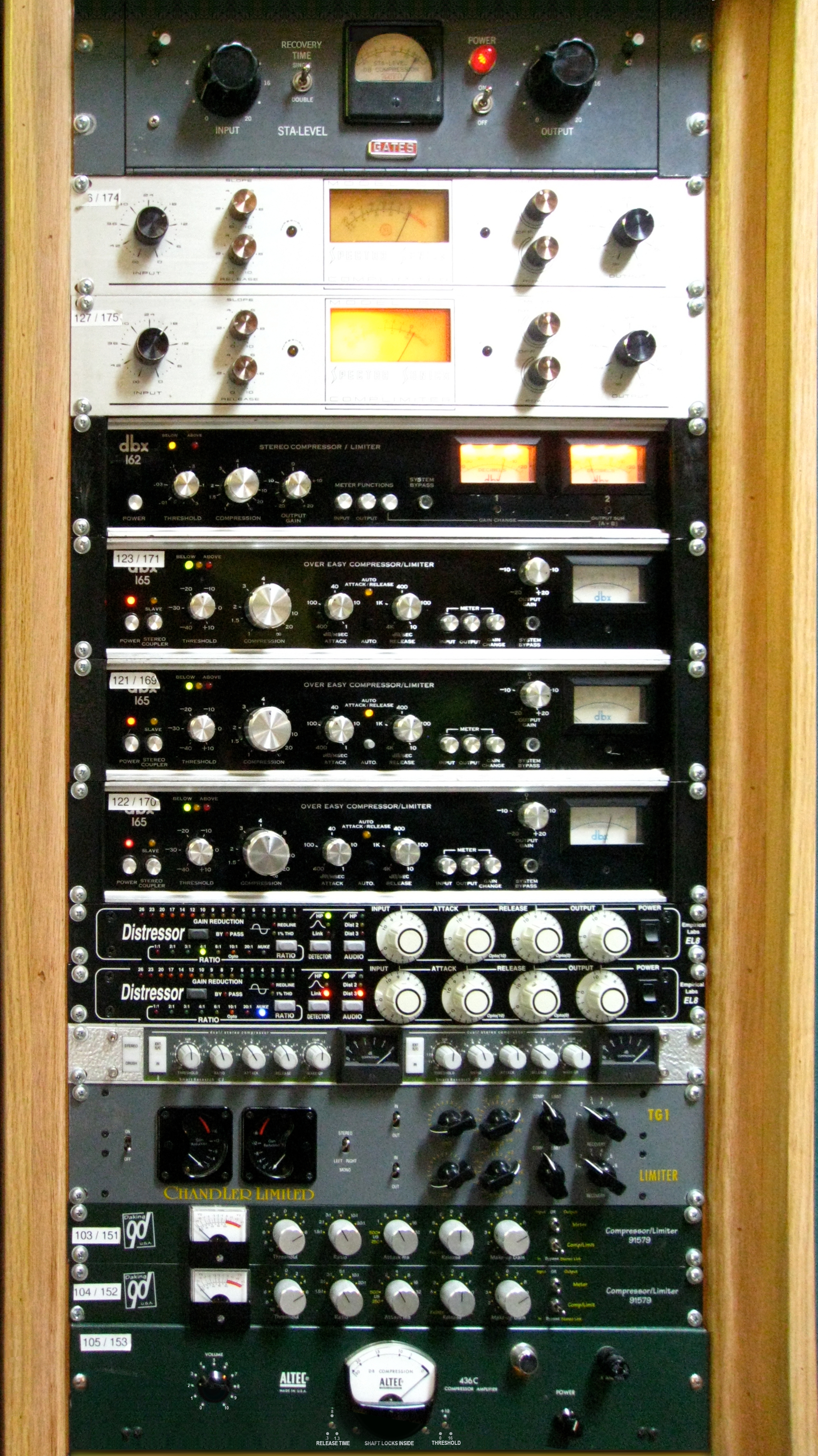
在錄音室裝著機架式音頻壓縮器的機架。從上而下為：Retro Instruments/Gates STA level；Spectra Sonic；Dbx 162；Dbx 165；Empirical Labs Distressor；Smart Research C2；Chandler Limited TG1；Daking FET (91579)；以及Altec 436c。

亦可稱做音量與振幅效果器。動態效果器調整樂器的音量，也是在第一批中引進給吉他手的效果器。
增壓（Boost）/ 音量（Volume）踏板：增壓，或是淨增壓（Clean boost）靠著增加音頻訊號的振幅來放大樂器的音量。這些裝置通常用來在獨奏時"增壓"音量，以及避免在冗長效果器鏈的訊號遺失。吉他手從節奏吉他（Rhythm guitar）切換到主奏吉他（Lead guitar）時也許會使用增壓踏板來增加獨奏時的音量。像煞車踏板的音量踏板通常也靠著移除音符或和絃的起音（Attack）來製造膨脹（Swelling）效果。此效果器由踏板鋼弦吉他（Pedal steel guitar）樂手普及化。 

音量踏板的範例為：Electro-Harmonix LPB-1、Fender Volume Pedal、MXR Micro Amp。
壓縮器（Compressor）：壓縮器靠減少或是壓縮音頻訊號的動態範圍來使大聲變小，小聲變大。壓縮器通常用來穩定音量，利用抑止開端與增加持續力的方式來延勻化音符的起音。它也可以利用極端設定的操作當作限制振幅器（Limiter）的功能。

壓縮效果器的範例為：Keeley Compressor, MXR Dyna Comp。
雜音門檻（Noise gate）： 當訊號降到門檻值之下時，雜音門檻靠著大量消去音量來衰減嗡嗡聲、嘶嘶聲，以及訊號內的靜力。電吉他樂手以復古式放大器彈奏時，音調裡通常會帶著不需要的嗡嗡聲；重金屬吉他手在演奏時會使用較高的破音值，增加雜音到訊號內，甚至不彈奏也有聲音。而雜音門檻可在這兩種狀況中使用。當訊號降至一定的門檻值下，雜音門檻效果器會將此訊號靜音。也就是說，吉他手在表演場合的曲間休息時，從放大器或破音踏板發出的嗡嗡聲或雜音就不會被聽眾察覺。雜音門檻是一種擴張器（Expanders），意思是說，不同於壓縮器，它會增加音頻訊號的動態範圍讓小聲更靜。假如使用極端設定，並與混響結合，這樣可以製作出不尋常的聲音，像是1980年代流行歌曲所使用的閘控鼓效果（Gated drum effect）。此風格因菲爾·柯林斯（Phil Collins）的歌曲"今晚又來了"（In the Air Tonight）而普及。

雜音門檻效果器的範例為：Boss NS-2 Noise Suppressor。

### 濾波器（Filter）

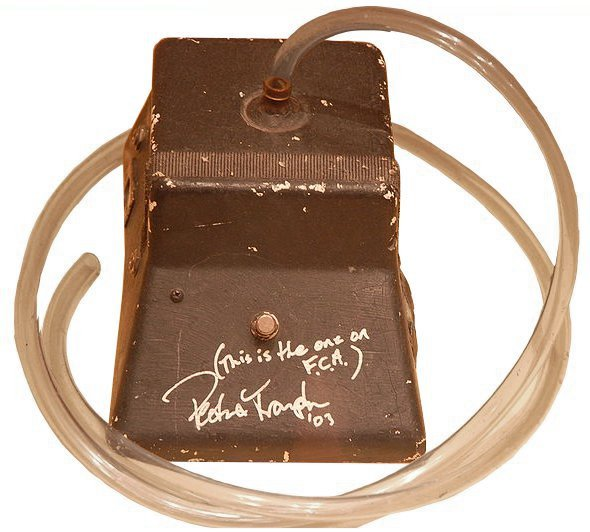
彼德·弗蘭普頓（Peter Frampton）的說話盒子（Talk box）

濾波效果器更改音頻訊號的頻率內容，透過增壓或弱化來通過音頻訊號內容的特定頻率或頻率區。
等化器（Equalizer）：等化器是一組強化（增壓）或弱化（截止）特定頻率區的線性濾波器。基本的高傳真設備通常會有附著兩個頻帶的等化器以調整低頻與高頻。專業的圖形等化器（Graphic equalizers）提供在音頻頻率頻譜上更多的目標控制。音訊工程師使用高成熟度的等化器來消除不必要的聲音，讓樂器或者人聲更明顯，以及增強特定樂器的音調。

等化效果器的範例有：Boss GE-7 Equalizer、MXR 10-band EQ Pedal。
說話盒子（Talk box）：說話盒子，亦稱做講話箱，用表演者嘴巴裡的管子控制電吉他或合成器所發出的聲音，容許他們用嘴巴將聲音塑形成母音和子音。修改過的聲音則由麥克風拾音。在這種方法下，吉他於是乎能夠"說話"。一些有名的使用者包括邦喬飛（Bon Jovi）的"賴祈禱而生（Livin' on a Prayer）"、史提夫·汪達（Stevie Wonder）在專輯人生關鍵的歌曲（Songs in the Key of Life）中的"黑人（曲名）（Black Man）"、克魯小丑樂團（Mötley Crüe）的"啟動我心（Kickstart My Heart）"、喬·沃爾什（Joe Walsh）的"岩山路（Rocky Mountain Way）"、愛麗絲囚徒（Alice in Chains）的"盒中男（Man in the box）"，以及彼德·弗蘭普頓（Peter Frampton）的"向我指路（Show Me the Way）"。

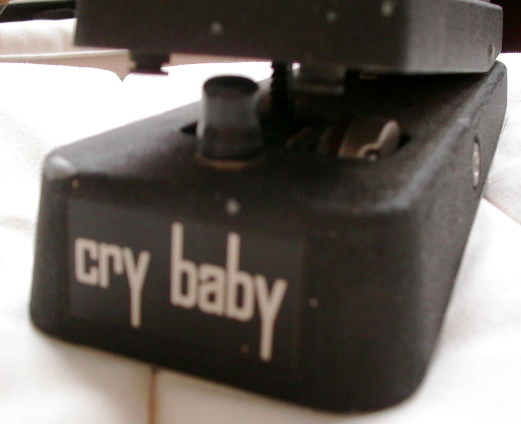
由JEN製作的Thomas Organ Cry Baby（1970）

說話盒子的範例有：Dunlop HT1 Heil Talk Box、Rocktron Banshee。
哇哇踏板（Wah-wah）：哇哇踏板靠改變樂器產生的音源頻譜（泛音列）來製造出像母音的聲音，例如，頻譜的分頻有多大聲，在其中的分頻就被認為是頻譜滑行（Spectral glide）或是掃掠（Sweep）。
此裝置是用腳踩像煞車的踏板，以開、合電位器的方式來控制。哇哇踏板通常會被放克或搖滾吉他手所使用。

哇哇效果器的範例有：Dunlop Cry Baby、Morley Power Wah、Musitronics Mu-Tron III。

### 調變器（Modulation）
調變器，也可以叫做轉調器。在一般電子器材中，用來改變訊號強度的裝置。在音頻裝置裡，調變器的控制功能是在時間上改變某些效果的強度以求更改音色的特質。某些調變效果器用載波效果產生的訊號拿來混合（或調變）音頻訊號。其它的調變效果器則是把音頻訊號分成兩份，變更其中一份的訊號再混合到另一份。
合聲（Chorus）：亦可稱作合唱效果器。它自然地模仿合唱與弦樂團產生的效果，靠著些微不同的音色與音高混進原音裡，產生在音色與音高的輕微變動。合聲效果器分割樂器到放大器的音頻訊號，增加輕量的延遲和頻率變動，或是增加抖音到訊號裡的一部份，剩下的則保留不變。在主奏吉他上使用合聲效果器的知名範例為超脫樂團的"以一如以往的你前來"（Come as You Are）。

合聲效果器的範例有：Boss CE-1 Chorus Ensemble、Electro-Harmonix Small Clone、TC Electronic Stereo Chorus。
鑲邊器（Flanger）：亦可稱為凸緣器。它製造出咻咻的噴射機聲或是太空船聲的錄音效果，憑藉著模擬兩個同步磁帶在單軌上的初次錄音，以週期性壓住卷帶邊緣（Flange，即輪緣）來放慢其中一個磁帶製作而成。當兩個磁帶的音頻訊號混合後就能聽到梳狀濾波器的效果。而鑲邊效果器添加音頻訊號的變動延遲版本到原始訊號後，就能製作出梳狀濾波器或是都卜勒效應的效果。一些使用鑲邊效果器的著名例子包括警察樂隊（The Police）的"月球漫步（Walking on the Moon）"、范·海倫（Van Halen）在"不想談論愛情（Ain't Talkin' 'Bout Love）" 的前奏，以及紅心樂團（Heart）的"梭子魚（曲名）（Barracuda）"。

鑲邊效果器的範例有：Electro-Harmonix Electric Mistress、MXR Flanger。
移相器（Phaser）： 移相器製作少量的漣漪效果 - 放大音調某些方面的訊號，同時也消彌其它方面的訊號：將音頻訊號一分為二，改變其中一部份的相位。三個使用移相器的知名範例為范·海倫在純樂器演奏曲"爆發（Eruption）"中兩手點弦的部份，比利·喬（Billy Joel）在"就是你現在的樣子（Just the Way You Are）"的電子琴部份，以及保羅·賽門（Paul Simon）的"悄然流逝（Slip Slidin' Away）"。

移相效果器的範例有：Electro-Harmonix Small Stone、MXR Phase 90、Univox Uni-Vibe。
環型調節器（Ring modulator）：環型調節器利用裝置內電子振蕩器所產生的載波，混合進樂器的音頻訊號以產生一種共嗚與金屬感的聲音。原始聲波則是被抑止並被不合諧感較高或較低的環形音高（或是旁波帶（Sideband））所取代。亦有一種說法宣稱此效果類似震動很快的震音。使用環型調節器的著名範例為黑色安息日（Black Sabbath）樂團的歌曲"偏執狂（曲名）（Paranoid）"中的吉他聲。

環形調節效果器的範例有：moogerfooger MF-102 Ring Modulator。
震音（Tremolo）：震音效果器在音符或和絃的音量上產生輕微、快速的變動。震音效果器不該與震音棒（Tremolo bar）混淆，畢竟該裝置是裝在吉他琴橋上用來製造抖音或是音高彎曲的效果。在電晶體化的效果器內，震音利用次聲頻（Subaudible tone）的載波混合進樂器音頻訊號而製造出來。這種方式會產生在聲波上的振幅變動。震音亦是一些復古吉他音箱的內建效果器。而在滾石樂團的"給我庇護（Gimme Shelter）"這首歌中使用了震音效果。。

震音效果器的範例有：Demeter TRM-1 Tremulator、Fender Tremolux。
抖音（Vibrato）：：震音效果器在音高上製造出輕微、快速的變動，模仿由歌劇樂手與小提琴手為了延長一個音符時，自然發出半音分數內的變動。震音效果器通常可以讓表演者控制像是音高差異的變動率，例如深度（Depth）。若震音效果搭配極端的深度設定（例如設定為半音的一半或更多）會產生劇烈的嚎叫哭吠聲（Ululation）。在電晶體化的效果器內，震音利用載波混合進樂器的音頻訊號混合製作出來。而此方法在聲波上產生頻率變動。吉他手通常會錯誤混用震音與抖音，事實上在吉他音箱上稱作"抖音裝置"的效果製作出震音，而震音手把（Tremolo arm）或者是哇音棒（Whammy bar）則產生抖音。

抖音效果器的範例有：Boss VB-2 Vibrato。

### 音高 / 頻率（Pitch / Frequency）類

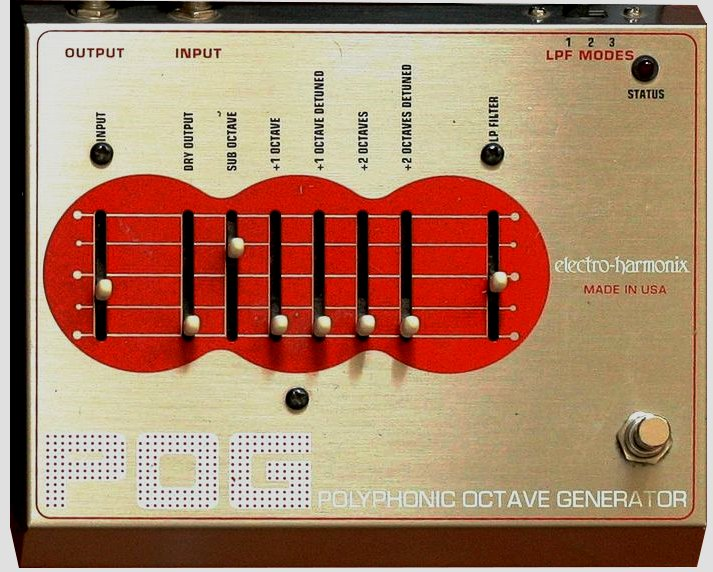
由Electro-Harmonix製作的Polyphonic Octaver Generator （POG）

音高 / 頻率效果器利用變更聲波的頻率或是增加新的和聲來修改音高。
變調器（Pitch shifter）與和聲器（Harmonizer）： 音高轉移器，即變調器（亦稱做八度音器，利用八度音轉換音高的效果器），利用預設音程來升高或降低（例如轉調）表演者的每個音符。舉例來說，變調器設定為增加四度，則原本彈奏的每個音符音高將會提昇四個自然（音樂名詞）（Diatonic）音程。簡易的變調器利用一或二個八度音來升高或降低音高，而更多先進的裝置則是提供一個音程變更的範圍。電吉他手可以利用此效果器彈奏出電貝斯才得以彈奏出的音高。同樣地，四弦電貝斯手可以利用八度音踏板，獲得裝配低音"B"弦的五弦貝斯才可以彈奏出的低音音符。
和聲器（在此請勿與合聲器（Chorus）混淆）是一種變調器，結合改變的音高到原始音高以製作出兩個或更多的和聲效果。一些和聲器可以添加非常微小的音高變動來製作出類似合唱的效果。

變調器的範例為：DigiTech Whammy、Electro-Harmonix POG。

### 時間基礎類
時基類效果器延遲音訊或增加回音。

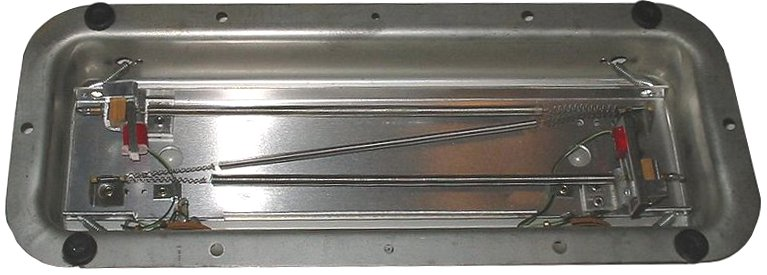
折疊線彈簧殘響

延遲（Delay） / 回聲（Echo）：延遲 / 回聲裝置藉由增加重覆的電子訊號（樂器至放大器）到微量時間延遲的原始訊號後方以產生回音效果。此效果可以是稱做拍擊（Slap）或拍返（Slap back）的單獨回聲，或者是多重回聲。使用延遲效果器的經典例子是U2樂團在歌曲"無名街（Where the Streets Have No Name）"中的主奏吉他。

延音效果器的範例有：Boss DD-3 Digital Delay、Electro-Harmonix Deluxe Memory Man、Line 6 DL4、Roland RE-201。
循環（Looper）踏板：循環踏板，或是叫做樂句循環器（Phrase looper），允許表演者從一首歌中先行錄製然後再重播一段樂句或樂曲。循環句可以在表演時(現場循環句演奏)當場製作，或者也可以預錄。使用循環踏板時，一人樂隊的吉他演唱手可以彈奏一段背景和弦，以踏板重覆它們然後再加上吉他獨奏到和絃上。某些裝置允許表現者疊加多重的循環句 。第一個循環效果器是用循環帶（Tape loop）並搭配卷對卷錄音磁帶（Reel-to-reel tape）來製作。高端精品循環帶效果器仍被一些想要擁有老經典聲的錄音室所使用。數位循環效果器則使用電子記憶體來重製此效果。

循環效果器的範例有：Boss RC-30 Loop Station。
迴響（Reverb）：迴響裝置，亦稱做混響或殘響，用來模擬在有限聲學空間（Acoustic space）所產生的聲音。它藉由創造大量淡去（Fade）或衰減（Decay）的回聲製作出來。一個早期獲得迴響效果的技術是將音樂的放大訊號送進帶著反射面的房間，像是瓷磚浴室，然後錄製出自然迴響。板式迴響（Plate reverb）系統使用機電換能器來製作金屬板中的震動。使用在吉他音箱的彈簧迴響（Spring reverb）系統通常是利用換能器來製作彈簧的震動。數位迴響效果器利用各種數位訊號處理演算法製作出的迴響，往往是使用多重回授的延遲電路所生成。洛卡比里（Rockabilly）與衝浪樂（Surf music）吉他是兩種重度使用迴響的音樂類型。

迴響效果器的範例有：Electro-Harmonix Holy Grail、Fender Reverb Unit。

### 回授 / 延音（Feedback / Sustain）類
音訊回授（Audio feedback）：音訊回授是一種當放大的聲音被麥克風拾音，或是吉他拾音器與經過吉他音箱回放時所產生的效果，開始出現一種"回授迴路"（Feedback loop）。從聲音麥克風到進入擴音系統（PA system）所出現的回授經常需要被避免。然而，在一些搖滾樂的風格內，電吉他樂手會故意在強力擴大的破音吉他音箱揚聲器箱（Speaker enclosure）之前直接彈奏樂器以製造回授。回授效果器的創造性使用則是由如吉米·亨德里克斯的吉他手在1960年代首創。此技術製造出持續且高亢的泛音，以及無法透過正規彈奏技巧所製造出的不尋常音。吉他回授效果很難表演，因為它很難決定音量以及吉他靠近音箱喇叭的位置來達到期望的回授音。吉他回授效果大量使用在搖滾樂的音樂種類，包括迷幻搖滾、重金屬音樂，以及龐克搖滾。
電子弓（EBow）是由加州洛杉磯的Heet Sound Products公司所製作的品牌產品，原型是由格雷格·希特（Greg Heet）發明的小型手持式諧振器。電子弓可以使電吉他弦上的音符連續共鳴，製作出類似小提琴弓所拉出的聲音效果。此諧振器使用拾音器（感應琴弦傳動器（Inductive string driver））的回授電路，包括感應線圈、驅動線圈，以及放大器，促使被強制的琴弦產生共鳴。電子弓品牌諧振器只有單聲道，而且一次只能驅動一條弦；其它市面上的手持式吉他或貝斯諧振器，例如由德國Aescher Europa公司所製作的產品SRG，可以是單聲道或和弦模式（Polyphonic model），包含了多種板載的觸發開關效果，例如加強和聲與產生回授效果的高通過濾器（High pass filter），以及產生低音增壓，如同在大尺寸琴弦發出大提琴聲的低通過濾器（Low pass filter）。之後的電子弓型號，像是加強版電子弓（plus EBow），其裝置背面包含了模式滑動開關，允使樂手製造延音或泛音回授再附加到延音上。

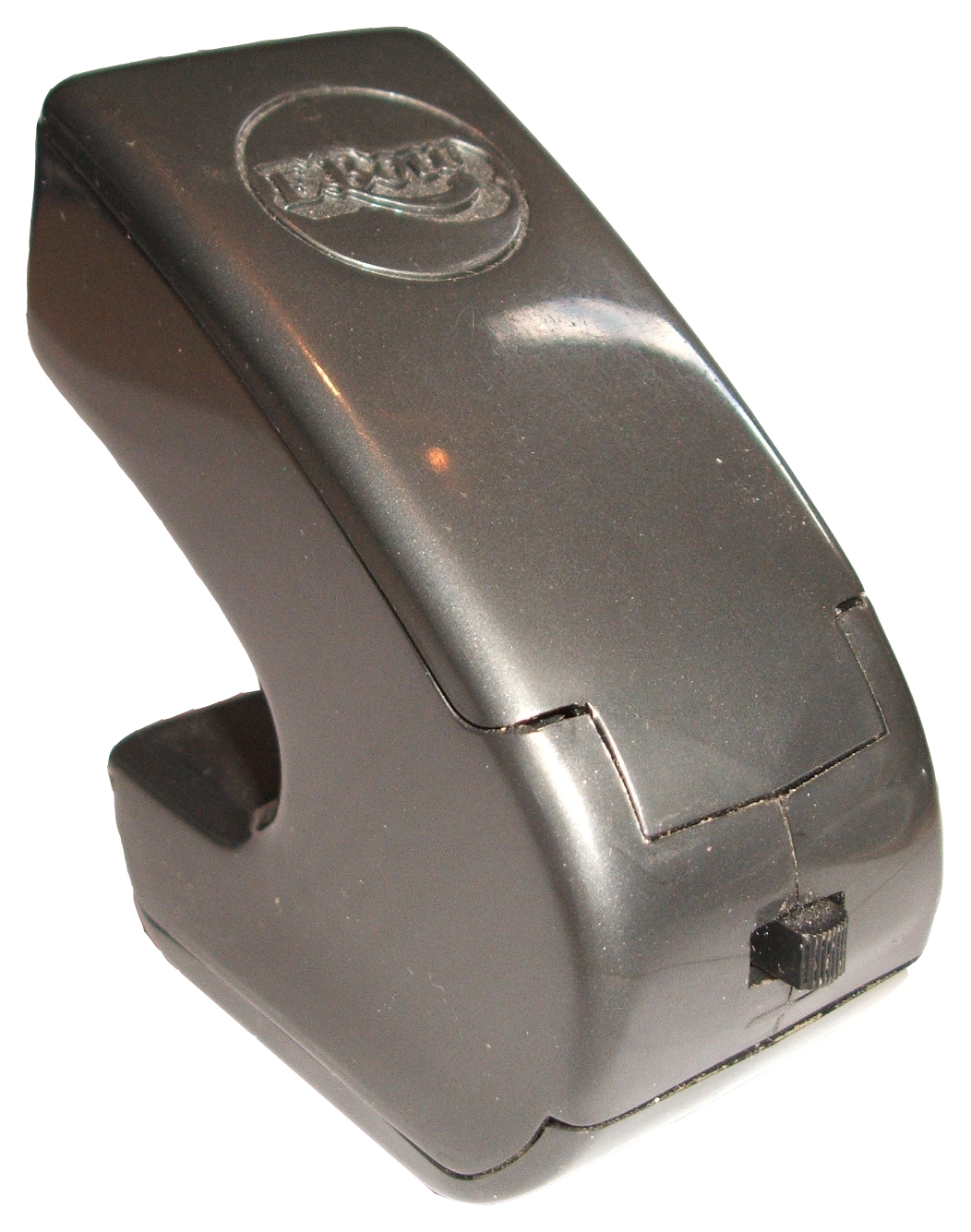
電子弓（EBow）

許多壓縮器踏板通常也會以"延音器踏板"（Sustainer pedal）的名目來銷售。當音符持續時，它會因為琴弦消弱的抖動而失去能量。壓縮器踏板增壓它的電子訊號到特定的動態範圍，少量地延長音符的持續時間。因此，結合重度破音與極貼近吉他和音箱，可以在更高的音量下引導出無限延音。

### 其它
波封跟蹤器（Envelope follower）：波封跟蹤器到達設定的音量時會啟動該效果。使用波封跟蹤器的範例為自動哇哇機（Auto-wah），憑藉著彈奏音符的大小聲來產生哇哇效果。

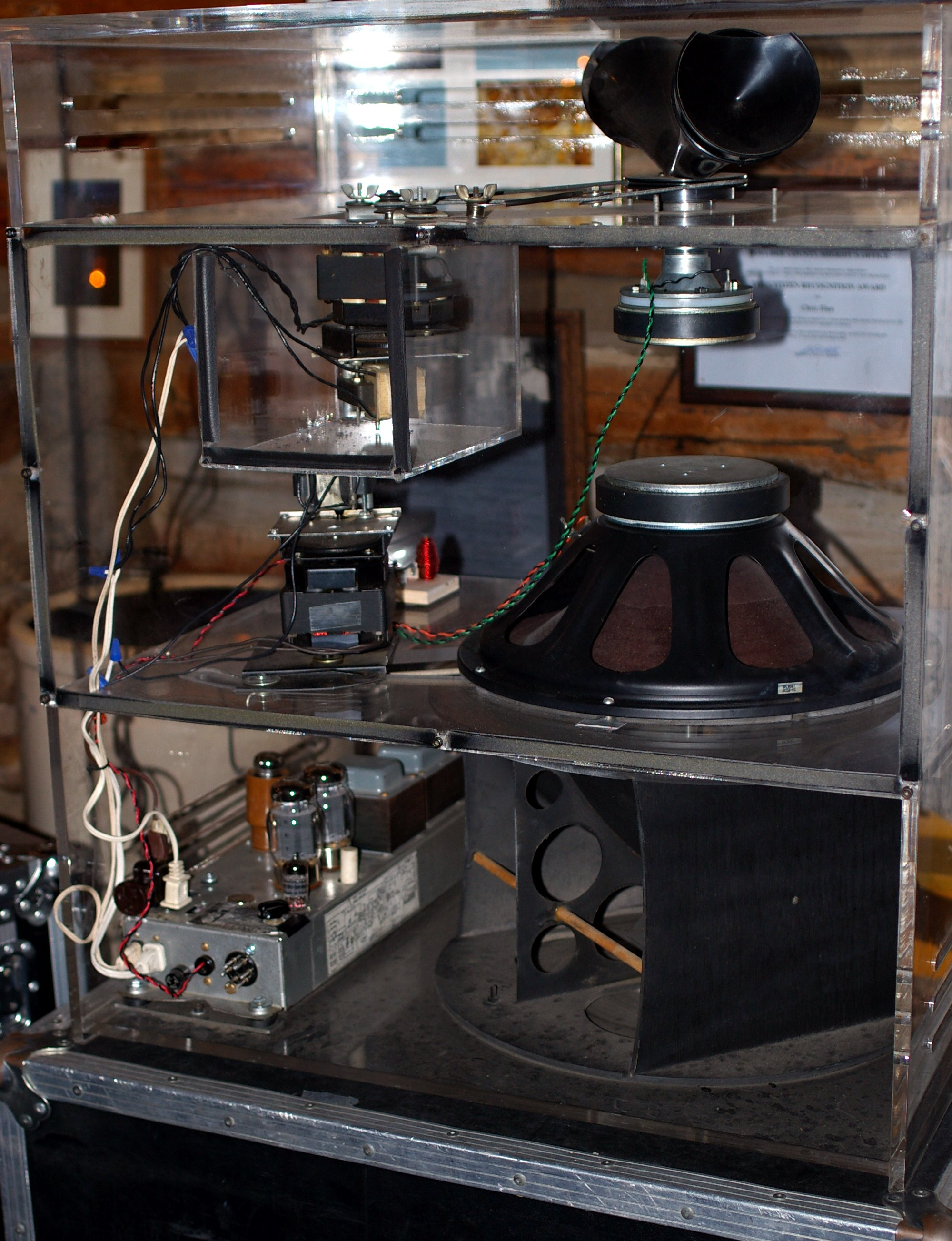
在透明塑料櫃裡的旋轉萊思利音箱

吉他音箱模擬器：放大器模擬是一種數位效果，複製各種音箱的聲音。最常模擬的種類是類比真空管聲音箱。先進的模擬效果器可以模仿不同種類的揚聲器箱（例如4x10吋的音箱喇叭聲），以及麥克風技術。旋轉喇叭模擬器模仿都卜勒效應以及經典萊斯利揚聲器系統的合唱效果。該模擬器是靠著複製自身的音量、音高調變、過載能力，與移相來達到效果。
音高修正 / 聲樂效果器：音高修正效果器使用訊號處理演算法來重新調整歌手表演時錯誤的標準音，或是製造不尋常的聲碼器聲樂效果。其中一個最有名的例子是自動調音（Autotune），它是一個可以做到修正音高與添加聲樂效果的程式。
模擬器：模擬器讓電吉他能夠模擬其它類型樂器的聲音，像是鋼弦原聲吉他、電貝斯，以及西塔琴。在單線圈吉他上使用拾音器模擬器可以複製出雙線圈的聲音，反之亦然。去琴衍器（De-fretter）是模擬無琴衍貝斯的貝斯吉他效果。此效果使用波封控制濾波器與可變增益放大器來軟化在音量與音色裡的音符起音。
萊斯利揚聲器是特別建構的放大器，靠著旋轉揚聲音或是聲音導向管所產生的都卜勒效應來製造特別的音頻效果。旋轉揚聲器產生合唱式效果。發明者唐納德·萊斯利（Donald Leslie）將之命名，儘管它特別與漢門式風琴有關，但也用在與聲樂相同的各式樂器。漢門 / 萊斯利組合已成為許多音樂類型的要素。萊斯利揚聲器與漢門式風琴品牌目前由鈴木樂器公司（Suzuki Musical Instrument Corporation）持有。模擬此效果的單顆效果器是Uni-Vibe踏板。

## 貝斯效果器

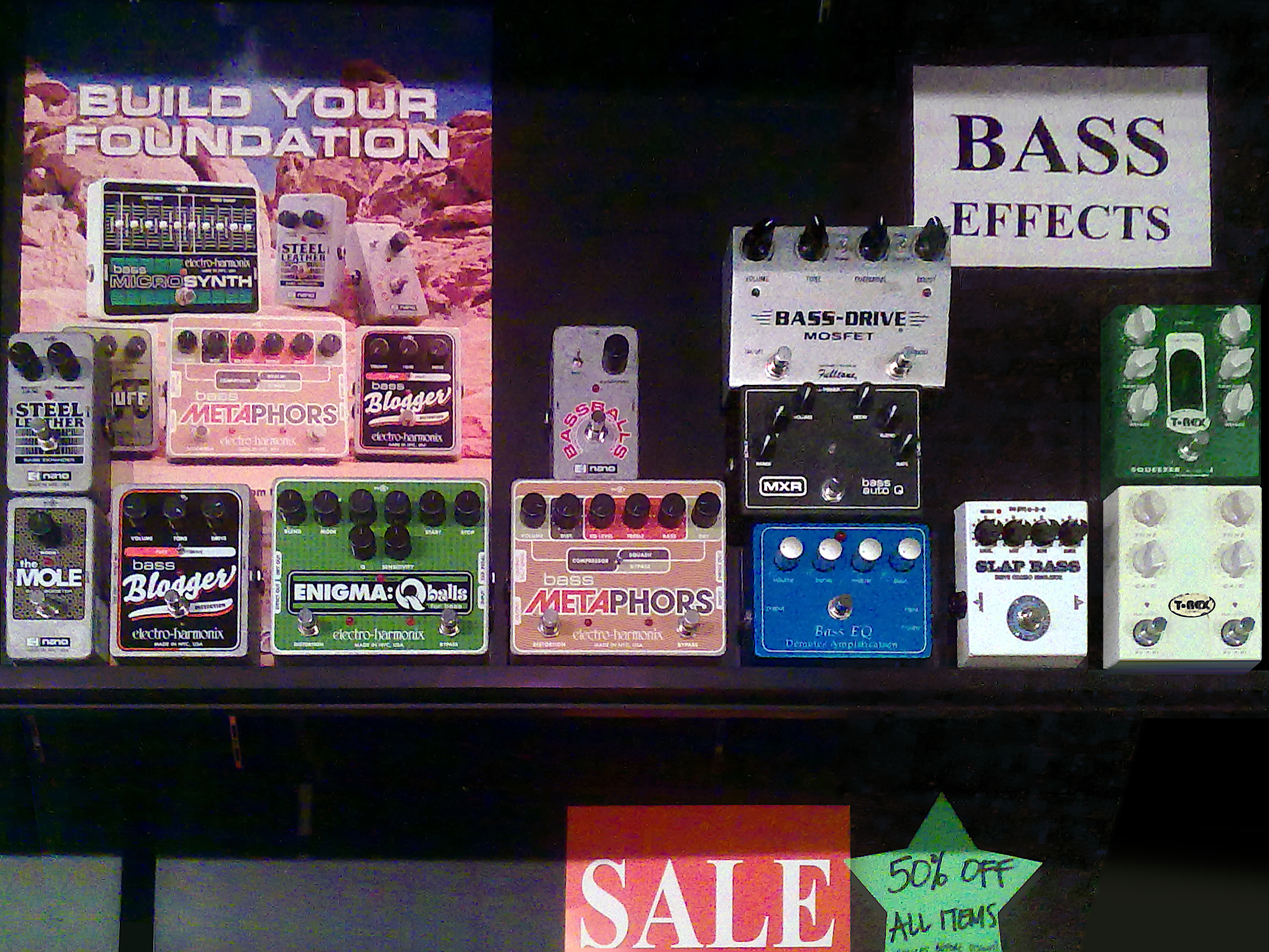
在樂器行對貝斯效果器的挑選

貝斯效果器是為了製造低音的電貝斯或低音提琴與搭配的貝斯音箱或擴音系統而設計的電子效果器。貝斯效果器的兩個例子是貝斯模糊破音器 與貝斯合聲器。某些貝斯音箱擁有內建效果器，例如過載或合聲效果。爵土、民謠、藍調，以及類似曲風的低音提琴手也許會使用貝斯前置放大器。它是一個與阻抗匹配的小型電子裝置，置於壓電拾音器與音箱或擴音系統之間。貝斯前置放大器也可以對訊號的增益值做增壓或截斷。某些型號也提供等化器、壓縮器，以及直接輸入盒（DI box）連結。

## 精品踏板

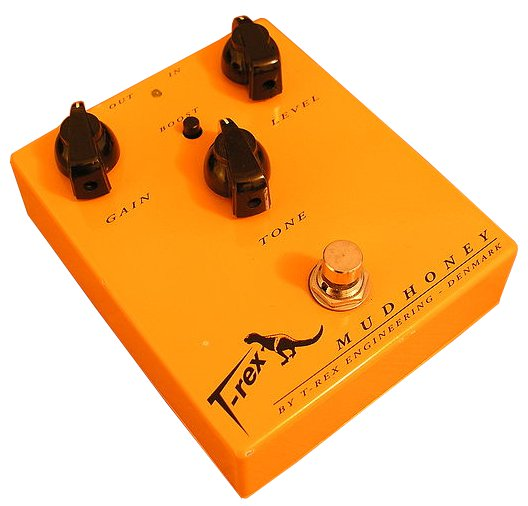
T-Rex的品牌，甜漿（Mudhoney）過載踏板

精品踏板是由相對較小且獨立的公司所設計，通常是限量發行。某些效果器甚至是用手工或手焊的。這些踏板主要是分佈在網路上，透過郵購，或是在少數樂器行販售。它們通常比大量生產的踏板昂貴，並且提供規格外的功能，像是真實略過（Ture-bypass）開關、高品質元件、創新設計、自家設計的旋鈕，以及手繪插圖或蝕刻。某些精品公司著重於重製經典或復古式效果器。

一些精品踏板製造商包括：Analog Man、BJFE、Pete Cornish、Emlyn Crowther、Death By Audio、Devi Ever、Robert Keeley、Roger Linn、Roger Mayer、Strymon、T-Rex Engineering、ToadWorks，以及Z.Vex Effects。

### 效果器改機
也有利基市場提供修改，或者是"改裝"效果器。一般來說，廠商提供客製修改服務或是販售他們已修改完的新效果器。而Ibanez Tube Screamer、Boss DS-1、Pro Co RAT，以及DigiTech Whammy是所有裝置中最常被拿來改機的效果器。一般修改包括電容器與電阻器的數值變動、增加真實略過裝置（這樣效果器電路就不會在訊號通道上）、用高品質元件取代原始的運算放大器，或者是增加功能到裝置上，例如允許一些因素的額外控制，或者增加另一個輸出插孔。

## 其它踏板與機架式裝置
並非所有為音樂人設計的單顆效果器以及機架式電子裝置是拿來製造效果的。頻閃式調音器與正規的電子調音器踏板用來指示吉他弦太高音或太低音。機架式電力調節器提供適當層級的電壓與特性來讓裝備正常運作（例如提供瞬時脈衝保護）。機架式無線接收器讓吉他手或貝斯手不需連接纜線到音箱上也可以在舞台上走動。腳踏踏板（Footswitch），像是"A/B"踏板，能夠安排吉他訊號到放大器的路線，或是讓表演者在兩把吉他之間或兩台放大器之間做切換。
吉他音箱與電子琴也許會有用來將迴響與破音做開關的切換踏板。此踏板僅此是個搭配封裝在放大器機殼內的電路開關。一些使用機架式效果器或筆記型電腦的樂手，利用MIDI控制器踏板或是遠端控制表帶來啟動聲音取樣，在不同的效果器間或是控制效果器的設定間做切換。

腳踏鍵盤是用腳操作的鍵盤，一般是用來彈奏低音線。